# 吉澤彩
吉澤 彩（よしざわ ひかり、1991年2月19日 - ）は、日本の馬術選手。茨城県稲敷市出身。常総学院高等学校卒。稲敷市内のヨシザワライディングファームに所属している。

## 人物
乗馬クラブを経営する両親のもと、3人兄弟の長女として生まれる。生まれた時から動物に囲まれて育った。5歳より本格的に乗馬を始める。
2011年よりオランダを拠点にCSI競技を転戦中 。
2019年の CSI5* Lausanne (Longines Masters of Lausanne 2019) には、次世代のトップライダーとして期待される「Riders Lab」のひとりに選出されて出場している。
日本馬術連盟ナショナルチームメンバー。
座右の銘は、「不言実行」。

## 主な戦績（日本）
2006年
第61回国民体育大会　少年団体障害飛越競技　優勝 
2010年
第65回国民体育大会　成年女子トップスコア競技　優勝 
全日本大障害選手権　5位 
2019年
第74回国民体育大会　　成年女子標準障害飛越競技　優勝   

## 主な戦績(海外)
戦績中の「LR」は「Longines Ranking」の略
2016 年
CSI2* Opglabbeek 145 cm LR 優勝
2018年
CSI3* Arnhem 150 cm LR 3 位 
CSI4* Ommen 145 cm 5 位
CSI4* Ommen 150 cm LR 5 位
CSI3* Eschweiler Ladies Cup Final 3 位
CSI3* Opglabbeek 150 cm LR 準優勝
FEI Sires of the world opening competition 優勝
CSI2*  Opglabbeek LR Grand Prix 優勝 
2019年
CSI5* Hong Kong Jockey Club Trophy　150cm　17位  (HKJC Asian Challenge 優勝)
CSI5* LONGINES Speed Challenge 150cm 14位
CSI5* LONGINES Grand Prix of Hong Kong 160cm 11位  
CSI3* Zangersheide Z-Tour 2019 Event 2　145cm Two Phases Special　優勝
CSI2* Opglabbeek 140cm	優勝
CSI4* Wiesbaden 140cm	3位 
CSI4* Wiesbaden 150cm	5位
CSI4* Wiesbaden 155cm	2位
CSI4* Wiesbaden Grand Prix 160cm 10位 (MER qualified)
CSI5* Lausanne 150cm 19位
CSI5* Lausanne Grand Prix  160cm 28位
FEI Sires of the world opening competition 優勝
CSI2* Opglabbeek　140cm　優勝
CSI3* Arnhem　145cm　8位
CSI2* Kronenberg　Grand Prix　145cm　3位
CSI2* Opglabbeek　145cm　優勝
CSI2* Kronenberg　145cm　6位
CSI3* Opglabbeek　Grand Prix　155cm　19位
2020年
CSI2*　Kronenberg　140cm　3位
CSI2*	Opglabbeek　Grand Prix 　145cm　6位
CSI2*	Opglabbeek　140cm　3位
CSI2*	Opglabbeek　Grand Prix　145cm　12位
CSIO3*	Vejer de la Frontera　Grand Prix 150cm	11位
CSIO3*	Vejer de la Frontera　Nations Cup　140cm　31位(日本チームとして9位)
CSI3*	Opglabbeek　Grand Prix 155-160cm　9位
2021年
CSI2*  Hagen  Special OG Selection Training 160cm　1位
CSI2* Open Valkenswaard 140cm  優勝
CSI4* 　Valkenswaart Grand Prix 155-160cm　8位

## インタビュー・対談等
- Portrait at Longines Masters of Hong Kong 2019 (weridetheworld.com)
- 【馬術】吉澤彩選手に30の質問！(日本馬術連盟) - YouTube
- 石神深一騎手(JRA)との対談(限定公開記事)
- 【馬術】障害馬術 吉澤彩選手 VICTORY with TRUST / MY LIFE (JRA公式) - YouTube
- 【馬術＆引退競走馬】あなたにとって馬とは？ / What do horses mean to you? (JRA公式) - YouTube